# Međani
Međani (cyr. Међани) – wieś w Serbii, w okręgu zlatiborskim, w gminie Prijepolje. W 2011 roku liczyła 44 mieszkańców.